# جرسونی-سنت-ژان
جرسونی-سنت-ژان (به ایتالیایی: Gressoney-Saint-Jean) یک کومونه در ایتالیا است که در واله دائوستا واقع شده‌است.

## خصوصیات
جرسونی-سنت-ژان ۶۹ کیلومترمربع مساحت و ۷۹۰ نفر جمعیت دارد.